# Holzbach (Ems)
Der Holzbach ist ein 11,1 km langer, orografisch linker Nebenfluss der Ems im nordrhein-westfälischen Warendorf, Deutschland.

## Geographie
Der Holzbach entspringt in Westkirchen auf einer Höhe von 77 m ü. NN. Von hier fließt er zunächst in nördliche Richtungen. Nach etwa der halben Flussstrecke wendet sich sein Lauf nach Nordwesten. Am östlichen Ortsrand von Warendorf mündet der Bach auf 53 m ü. NN linksseitig in die Ems.
Von der Quelle bis zur Mündung beträgt der Höhenunterschied 24 Metern, was einem mittleren Sohlgefälle von 2,2 ‰ entspricht. Das 25,498 km² große Einzugsgebiet wird über die Ems zur Nordsee entwässert.